# William Collier junior

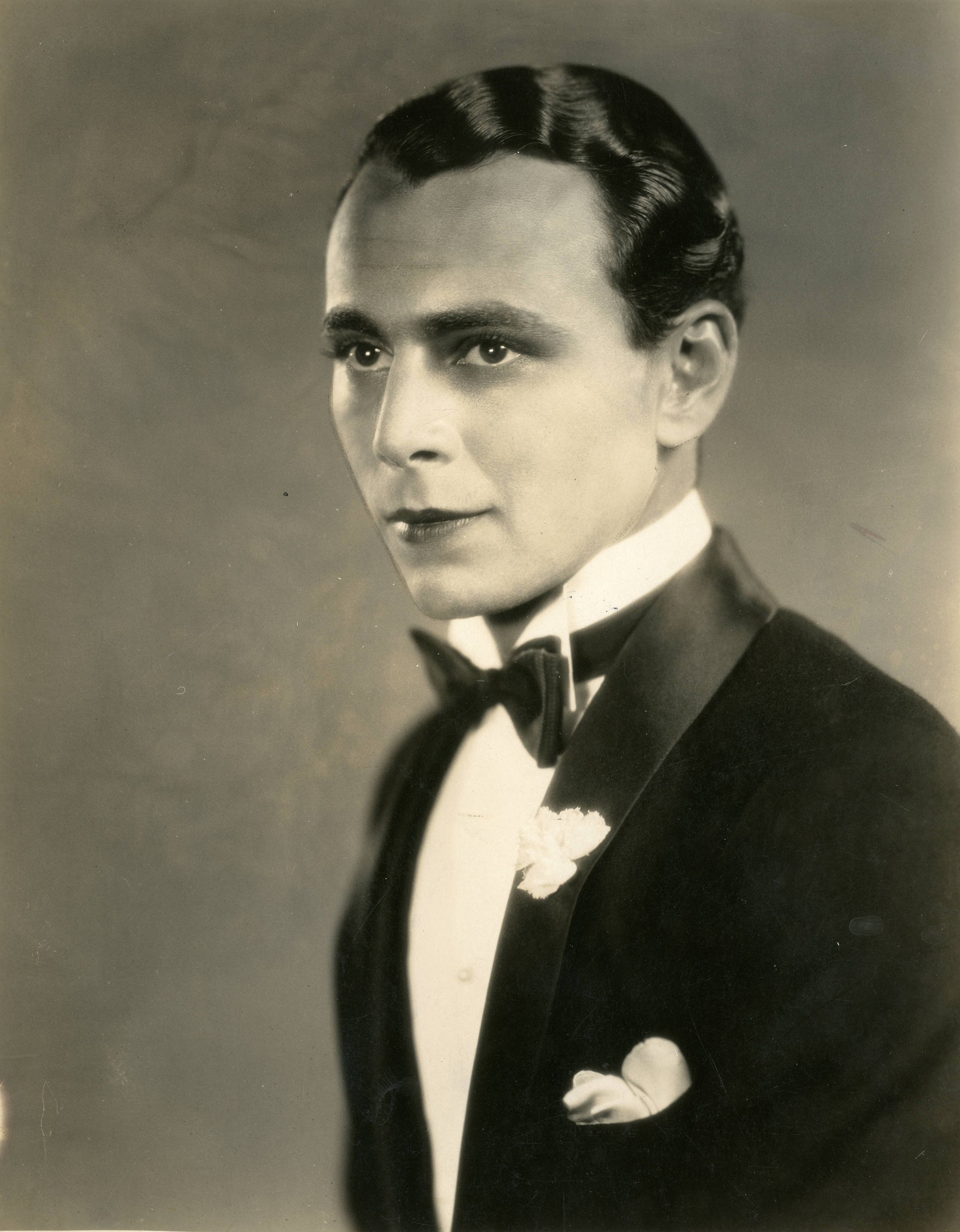
William Collier Jr. (1926)

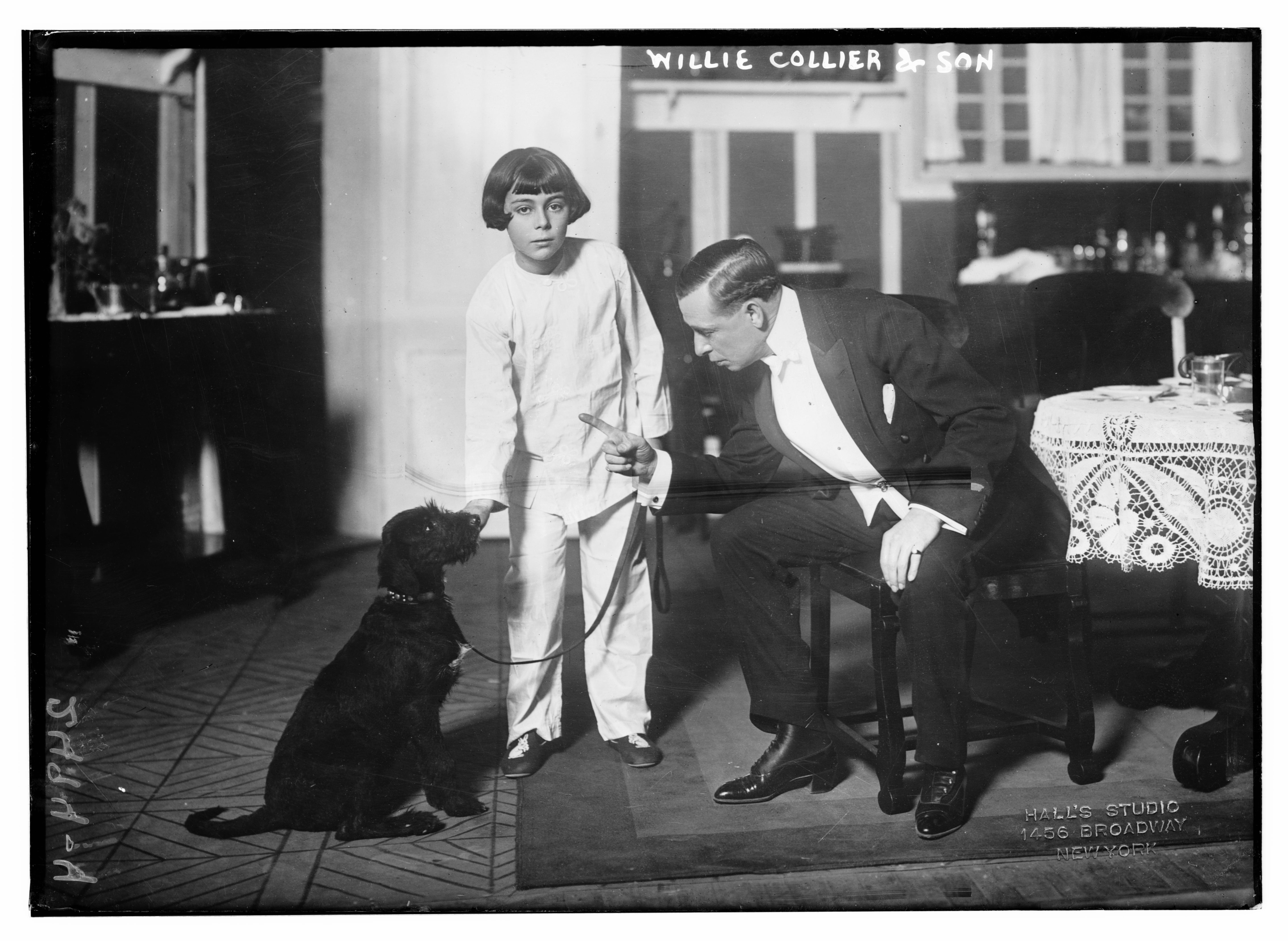
William Collier Jr. als Kind mit seinem Stiefvater William Collier Sr.

William Collier junior (* 12. Februar 1902 in New York City als Charles F. Gall Jr.; † 5. Februar 1987 in San Francisco, Kalifornien) war ein US-amerikanischer Schauspieler sowie Film- und Fernsehproduzent.

## Leben und Karriere
Charles F. Gall junior wurde als Sohn der Theaterschauspielerin Paula Marr und des Theatermanagers Charles F. Gall in New York City geboren. Bereits im Alter von sieben Jahren stand er erstmals auf der Bühne. Nachdem seine Eltern sich scheiden ließen, heiratete die Mutter erneut: den bekannten Schauspieler William Collier senior (1864–1944). Er adoptierte Charles Gall Jr. und benannte seinen Stiefsohn 1914 in William Collier junior um. Nachdem er bereits einige Erfahrungen auf der Bühne gesammelt hatte, drehte Collier 1916 im Alter von 14 Jahren seinen ersten Stummfilm The Bugle Call. Dies war der Anfang einer sehr erfolgreichen Karriere als Stummfilmschauspieler in Hollywood. Vor allem in den 1920er-Jahren erreichte Collier als Darsteller von jugendlichen Hauptrollen zeitweise eine hohe Popularität. Die meisten seiner Stummfilme sind allerdings heute verschollen.
William Collier meisterte den Sprung in den Tonfilm Ende der 1920er-Jahre ohne größere Probleme. 1931 spielte er seine heute wohl bekanntesten Filmrollen: In Mervyn LeRoys Gangsterklassiker Der kleine Cäsar spielte er an der Seite von Edward G. Robinson den reuigen Gangster Tony Passa, und im Westernepos Pioniere des wilden Westens – der den Oscar als Bester Film des Jahres gewann – übernahm er eine wichtige Nebenrolle als Bandit. Ebenfalls 1931 spielte er in King Vidors gesellschaftskritischem Drama Street Scene den jungen Sympathieträger. Bald darauf ließ allerdings seine Popularität nach, woraufhin er sich 1935 nach dem Film The People’s Enemy von der Schauspielerei zurückzog. Insgesamt hatte er im Zeitraum von 19 Jahren in 89 Filmen mitgespielt. 
Collier arbeitete anschließend als Produzent von Filmen und Theaterstücken, zuerst in den Vereinigten Staaten, dann von 1937 bis Ende der 1940er-Jahre in England. In den 1950er-Jahren kehrte Collier in die USA zurück und war als Produzent für einige Fernsehserien verantwortlich. Collier war von 1934 bis zu ihrem Tod 1981 mit Marie Stevens verheiratet, sie hatten ein Kind. Er starb 1987, eine Woche vor seinem 85. Geburtstag, in San Francisco an einer Arteriosklerose-Erkrankung. Für seine Filmarbeit besitzt er einen Stern auf dem Hollywood Walk of Fame.

## Filmografie (Auswahl)
- 1916: The Bugle Call
- 1919: Back Stage
- 1920: The Soul of Youth
- 1920: Everybody's Sweetheart
- 1921: The Heart of Maryland
- 1923: Frauenfeinde (Enemies of Women)
- 1924: Wine of Youth
- 1924: Rin Tin Tins Heldentat (The Lighthouse by the Sea)
- 1924: Die Seeteufel (The Sea Hawk)
- 1925: Der Wanderer (The Wanderer)
- 1925: Eve's Secret
- 1926: The Lucky Lady
- 1927: Weib in der Wüste (The Desired Woman)
- 1927: Der Held des grünen Rasens (The Sunset Derby)
- 1927: Convoy
- 1927: The College Widow
- 1929: Goldjäger in Kalifornien (Tide of Empire)
- 1929: The Show of Shows
- 1930: Der Tolpatsch (Lummox)
- 1930: The Melody Man
- 1930: Rain or Shine
- 1931: Der kleine Cäsar (Little Caesar)
- 1931: Street Scene
- 1931: Pioniere des wilden Westens (Cimarron)
- 1932: The Phantom Express
- 1932: Speed Demon
- 1933: The Story of Temple Drake
- 1933: Her Secret
- 1935: The People’s Enemy